# Aero A.29
O Aero A.29 foi um hidroavião militar de reconhecimento produzido pela Aero Vodochody para a Força Aérea da Tchecoslováquia. O modelo foi baseado no bombardeiro de reconhecimento Aero A.11.